# Geotrúpids
Els geotrúpids (Geotrupidae) són una família de coleòpters polífags de las superfamília dels escarabeoïdeus, amb més de 920 espècies descrites. La seva mida oscil·la entre 5 i 45 mm. La majoria són copròfags (s'alimenten d'excrements), però també hi ha espècies sapròfagues (vegetals en descomposició) i micetòfages (fongs).
Mascles i femelles excaven conjuntament galeries subterrànies en les quals dipositen reserves d'aliment (fems, restes de fulles) per a les futures larves.

## Taxonomia
La darrera revisió de les famílies de coleòpter reconeix tres subfamílies dins els geotrúpids:
- Subfamília Taurocerastinae Germain, 1897
- Subfamília Bolboceratinae Mulsant, 1842
- Subfamília Geotrupinae Latreille, 1802

Els Lethrinae, considerats abans una subfamília pròpia, són distingits com una tribu dels Geotripinae.